# HD 206267A
HD 206267Aは、北天のケフェウス座にある三重星である。うち2つは分光連星で、3.7日間の周期で互いの周りを回っている。3つ目は遠く離れており、連星と重力的な結び付きがあるかどうか明らかになっていない。この型の恒星で測定されたものでは最も速い3,225 km/sに達する恒星風を噴き出している。
この恒星系は、星雲IC 1396の中にある。3つ全てが重い恒星で、強い紫外線放射がIC 1396のガスをイオン化しており、さらに星雲の密度を圧縮して、星形成を促している。恒星からの恒星風は、周りの恒星から原始惑星系円盤を剥ぎ取るのに十分強い。